# Escaflowne (фильм)
Escaflowne (яп. エスカフローネ Эсукафуро:нэ), известный в России как «Эскафлон», — полнометражный аниме-фильм, снятый в 2000 году студией Sunrise (при участии BONES) по мотивам аниме-сериала «The Vision of Escaflowne», вышедшего в 1996 году.
В фильме используются только имена и визуальные образы главных персонажей манги и сериала «The Vision of Escaflowne», во всём остальном фильм расходится с аниме-сериалом и является исключительно самодостаточным произведением. Из-за этого его принято рассматривать как совершенно отдельную от сериала работу.

## Сюжет
Действие фильма происходит в двух мирах — на Земле конца XX века и в параллельном мире Гайя. По неизвестной причине некоторые люди могут путешествовать между этими мирами. Гайя напоминает обычный фэнтэзийный мир, который населяют разнообразные человекоподобные расы, а развитие техники типично для жанра стимпанк. Основными военными силами в Гайе являются холодное оружие и магия. Но абсолютным и практически непобедимым оружием, с помощью которого можно уничтожить целый мир, всегда были Доспехи, боги войны Гайи. Доспех — это живое человекоподобное существо, ростом в несколько метров, внешне напоминающее рыцарский доспех или робота (меха). Сходство Доспеха с роботом усиливается от того факта, что для управления Доспехом внутри него должен находиться определённый человек. В фильме Доспех обладает собственной волей и желаниями, но постоянно нуждается в крови Драконов — древнего рода Гайи. Люди из рода Драконов обладают невероятными магическими способностями, дающими им возможность летать или убивать на расстоянии. Через поколения род Драконов ослаб и потерял большую часть своих сил. У представителей рода есть длинные белые крылья за спиной, появляющиеся при их желании.
Фильм начинается с нападения Вана на летающий корабль клана Чёрного Дракона, везущий Доспех «Эскафлон», Бога войны, жаждущего крови и уничтожения всей Гайи. Обычная земная школьница Хитоми, движимая желанием не видеть целый свет, следует за зовом загадочного мужчины и попадает в Гайю. Там она оказывается внутри Эскафлона, который позже неожиданно исчезает, оставив  только странный магический камень. Ван, бесстрашный воин, сначала принимает Хитоми за Крылатую Богиню, но потом начинает подозревать её в шпионаже и краже Эскафлона.

## Персонажи
Хитоми Кандзаки (яп. 神崎ひとみ Кандзаки Хитоми) — малообщительная и одинокая старшеклассница, страдающая от депрессии. На момент действия фильма она уже ушла из легкоатлетического клуба. У Хитоми нет парня, её начинают посещать мысли о суициде. С детства Хитоми преследует странное сновидение о мальчике из другого мира, остановившем время. В последнее время она всегда вместе со своей подругой Утидой Юкари. Именно ей Хитоми оставляет предсмертную записку, которую Утида посчитала шуткой. Гуляя с Утидой, Хитоми ругается со своей единственной подругой, сказав, что не любит людей, лезущих ей в душу. Желая покинуть этот мир, она следует зову лорда Фолкиена, надеясь найти в новом мире исполнение своих желаний — избавление от одиночества и уничтожение целого мира. Неожиданно она приходит в себя внутри Эскафлона, пришедшего в движение. После того, как Эскафлон выпускает её наружу, Доспех Дракона исчезает, оставив после себя камень. Хитоми становится плохо, и она не понимает произошедшего вокруг неё спора, в результате которого её стали считать Крылатой Богиней, которая поможет в борьбе с Лордом Фолкиеном. Во время нападения отряда Чёрного Дракона, её похищает звероподобное существо Рукуса. Ван бросается в погоню и спасает Хитоми из рук врагов, получив рану. В этот момент она понимает свои чувства к Вану и признаётся, что хочет быть вместе с ним. На земле Адома она ожидает выздоровления Вана, играя с племянницами Мирль. После этого они отправились в Торусины, чтобы присоединиться к своим соратникам. В Торусине Хитоми уже знала, что делать, когда пробудился Эскафлон. Когда Ван был готов уничтожить Гайю, она остановила его, демонстрируя великую силу внушения своих чувств и мыслей. Во время поединка между Ваном и Фолкиеном, Хитоми пыталась остановить их обоих, повлияв на исход схватки. После этого она, вместе со всеми, отправилась на землю Адома. Сначала Хитоми думала остаться вечно с Ваном, но потом у неё появились белые крылья, и она спокойно покинула Гайю.
Сэйю: Маая Сакамото
Ван из Адома (яп. バァン・ファーネル Баан Фа:нэру) — последний из Драконов, имеющий особую чистую кровь и обладающий большими физическими и магическими силами. У него есть большие белые крылья, благодаря которым он умеет летать. Ван — брат Фолкиена, убившего собственного отца, выбравшего своим наследником Вана. Ван должен был бы быть королём, но его страна оказалась разрушена. Он уничтожает всех своих врагов, никого не щадя, конфликтуя даже со своими союзниками, которых он сторонится. Ван решает любой ценой захватить Эскафлон и убить своего старшего брата Фолкиена. После того, как он уничтожил экипаж воздушного корабля клана Чёрного Дракона, перевозящего доспех, Эскафлон активировался и начал жаждать крови Дракона. Увидев исчезновение Доспеха, Ван разозлился и захотел убить Хитоми, оказавшуюся в Эскафлоне. Позже ему же позже поручили защищать её. Не отталкивает от себя преклоняющуюся перед ним Мирль, позволяя ей заботиться о нём, но предпочитает проводить время в одиночестве, посвящая все свои силы борьбе и жажде мести. Также, поначалу, не проявляет чувств к Хитоми, избегая её, больше страдая от мыслей о брате и Гайе. Когда он узнал, что Хитоми похитили, то стал преследовать похитителя. Догнав его, Ван сразился с Диландау, но получил ранение. Из последних сил он улетел вместе с Хитоми и потерял сознание. Ван был ранен не серьёзно и его выходили на его земле — Адома, где жители считают его королём.
Сэйю: Томокадзу Сэки
Дюн / Фолкен (яп. フォルケン・ラクール・デ・ファーネル Форукэн Раку:ру дэ Фа:нэру) — старший чистокровный сын королевской семьи Драконов, брат Вана. В детстве был добрым и отзывчивым мальчиком, желающим всем счастья, образцом для Вана. По традиции их страны наследника выбирает Оракул, который предпочёл Вана, а не его. Фолкен из-за этого сошёл с ума и убил всех, кроме своего брата, которому удалось спастись. Собственными руками он вырвал свои крылья, потеряв способность летать самостоятельно, и, с тех пор, передвигается на воздушных кораблях. Несмотря на огромную армию, уничтожающую другие страны Гайи, Фолкен стремится призвать Крылатую Богиню с помощью древней песни Драконов и активировать Доспех Дракона Эскафлон, который, по пророчеству, уничтожит весь мир. Мучаясь от душевных травм он стремится уничтожить всю Гайю вместе с собой, чтобы избавиться от страданий и от своего брата Вана. После провала Диландау, Фолкен истязает его своими магическими силами, после чего предлагает Диландау новый Доспех. Фолкен отпускает Сору, но она остаётся с ним по собственной воле. После уничтожения того Доспеха, он надеется убить Вана и завладеть Эскафлоном, но, в результате предательства, Фолкен был убит своим солдатом из мести.
Сэйю: Дзёдзи Наката
Диландау (яп. ディランドゥ・アルバタウ Дирандо: Арубатау) — бродяга, в детстве подобранный Фолкиеном. Потомок Драконов с нечистой кровью, ставший командиром отряда Убийц Драконов. Диландау — безумный юный воин, жаждущий смерти как врагам, так и своим союзникам, не жалеет никого. Он не выполняет приказы, жертвуя своими людьми в атаке. Обладает некоторыми магическими силами, но у него нет крыльев Драконов. После провала задания по захвату Хитоми был наказан Фолкиеном, но взамен он пробудил его кровью другой Доспех. Доспех Диландау был побеждён Эскафлоном, после чего он собрал выживших из своего отряда и бежал в поисках нового места, где они были бы нужны, чтобы воевать.
Сэйю: Минами Такаяма
Крот (яп. モグラ男 Могура Отоко) — жадный предсказатель судьбы, экстравагантно выглядящий, но оказавшийся прав насчёт Хитоми, представляя её как Крылатую Богину.
Миллерна (яп. ミラーナ мира:на) — принцесса, чья страна была уничтожена, поэтому она воюет против Фолкиена. Радушно встречает Хитоми, пытаясь ей помочь, хоть порой и в грубой форме.
Сэйю: Аки Такэда
Мирль (яп. メルル Мэруру) — кошкообразная жительница страны, уничтоженной Фолкеном, считающая Вана королём, которого она просто боготворит, думая и говоря только о нём. Выполняет грязную и тяжёлую работу в отряде.Случайно познакомилась с Хитоми, дружит с ней.
Сэйю: Икуэ Отани
Сора (яп. ソラ Сора) — последний выживший представитель своего народа, Оракул лорда Фолкиена, выполняет его поручения, связанные с Эскафлоном и Крылатой Богиней, сомневаясь при этом в их необходимости. Предсказывает Фолкиену смерть и силу Хитоми, всё время призывая её. Отказывается покинуть Фолкиена по своей воле, погибает вместе с ним.
Сэйю: Маюми Иидзука
Дзядзюка (яп. ジャジュカ Дзядзюка) — житель страны Адом, похож на крупного мужчину с головой льва. Помощник и советник Диландау, которому он подчиняется. При этом он открыто сопротивляется агрессии клана Чёрного Дракона, стремясь не пролить крови. Заботится о своих солдатах и невинных жертвах. Дзядзюка не захватывает Хитоми и не убивает раненого Вана, хотя имеет такую возможность. В конце он предаёт Фолкиена и убивает его, после чего умирает.
Сэйю: Кодзи Цудзитани

## Музыка
Главную тему фильма «SORA» исполнила Шанти Снайдер (Shanti Snyder) на стихи Габриелы Робин (Gabriela Robin), написанные на выдуманном ею языке. Завершающей темой фильма является песня «Yubiwa» (яп. 指輪), которую исполняет Маая Сакамото.